# Disco-Daggarna
Disco-Daggarna (kallas också för Harry & Disco-Daggarna) är en dansk/tysk datoranimerad långfilm från 2008.
Filmen hade premiär i Sverige 23 januari 2009 med svenska röster av bl.a. E.M.D Danny Saucedo, Erik Segerstedt, Mattias Andréasson, Anna Sahlin och Bert Karlsson.
Filmen handlar om daggmasken Harry som är trött på att ligga längst ner i näringskedjan. Även framtiden ser dyster ut för Harry, en karriär på komposten. En dag hittar han en disco-platta, och genast börjar han dansa och sjunga. Då får han en idé; att bilda jordens bästa disco-band.

## Filmmusik
- Disco Inferno
- Boogie Wonderland
- Upside Down
- Yes Sir, I Can Boogie
- YMCA
- Blame It On The Boogie
- Love To Love You Baby
- I Will Survive
- Le Freak
- Play That Funky Music
- Feelings